# Sławianskij Bulwar
Sławianskij Bulwar (ros. Славянский бульвар – Słowiański bulwar) – stacja moskiewskiego metra linii Arbacko-Pokrowskiej. Położona w rejonie Fili-Dawydkowo w zachodnim okręgu administracyjnym Moskwy. Otwarta później jako pojedyncza stacja na istniejącym już odcinku linii. Wyjścia prowadzą na ulice Kutuzowskij Prospekt, Rublewskoje Szosse, Gerasima Kurina i Sławjanskij Bulwar.

## Historia
Początkowo odcinek między stacjami Kuncewskaja i Park Pobiedy miał mieć dwie stacje zamiast jednej, jak jest obecnie. Pierwsza miała nazywać się Minskaja (ulokowana koło ulicy Minskaja), a druga właśnie Sławianskij Bulwar (położona koło ulicy Sławianskij Bulwar, stąd nazwa). Rząd zmienił plany zmniejszając długość tuneli i liczbę stacji, a także ich położenie. Początkowo pierwsza stacja była typowana do budowy, ale pod presją działaczy lokalnych plany budowy odłożono na bliżej nieokreślony czas. Drugą stację postanowiono zbudować, ale zmiana przebiegu tuneli zmieniła jej pierwotne położenie.

## Konstrukcja i wystrój
Jednopoziomowa, płytka stacja z jedną komorą i jednym peronem. Stacja jest wykończona w stylu secesyjnym (trzy ławki w kształcie łodzi z nazwą stacji i lampy w kształcie drzew) stylizowanym na paryskie metro. Ściany nad torami (o wysokości 4.5m) pokryto zielonym marmurem "Verde Guatemala" i nierdzewną stalą i zamontowano oświetlenie sufitu. W górnej części znajdują się dekoracje kwiatowe wykonane z kutego żelaza. Podłogi wyłożono czarnym marmurem "Verde Bahia". 

## Galeria

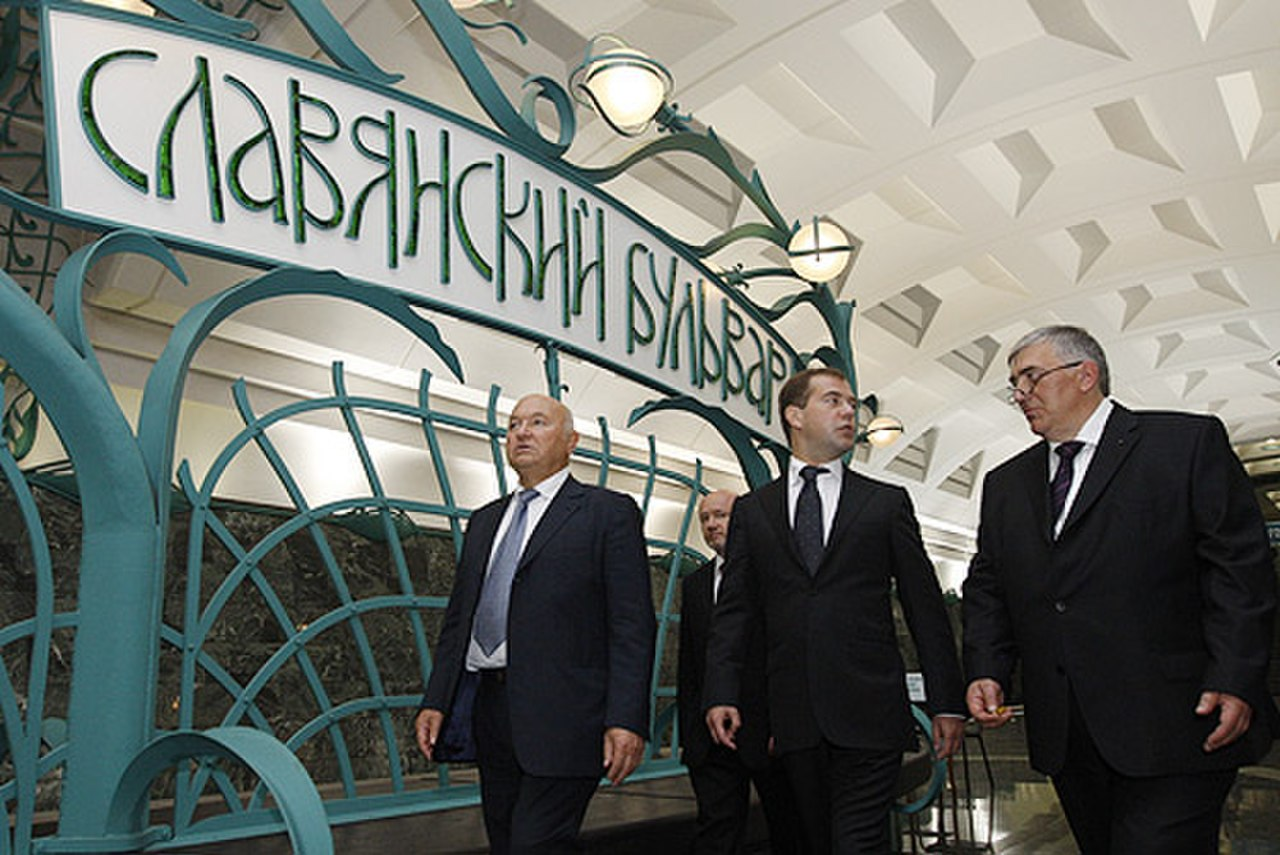
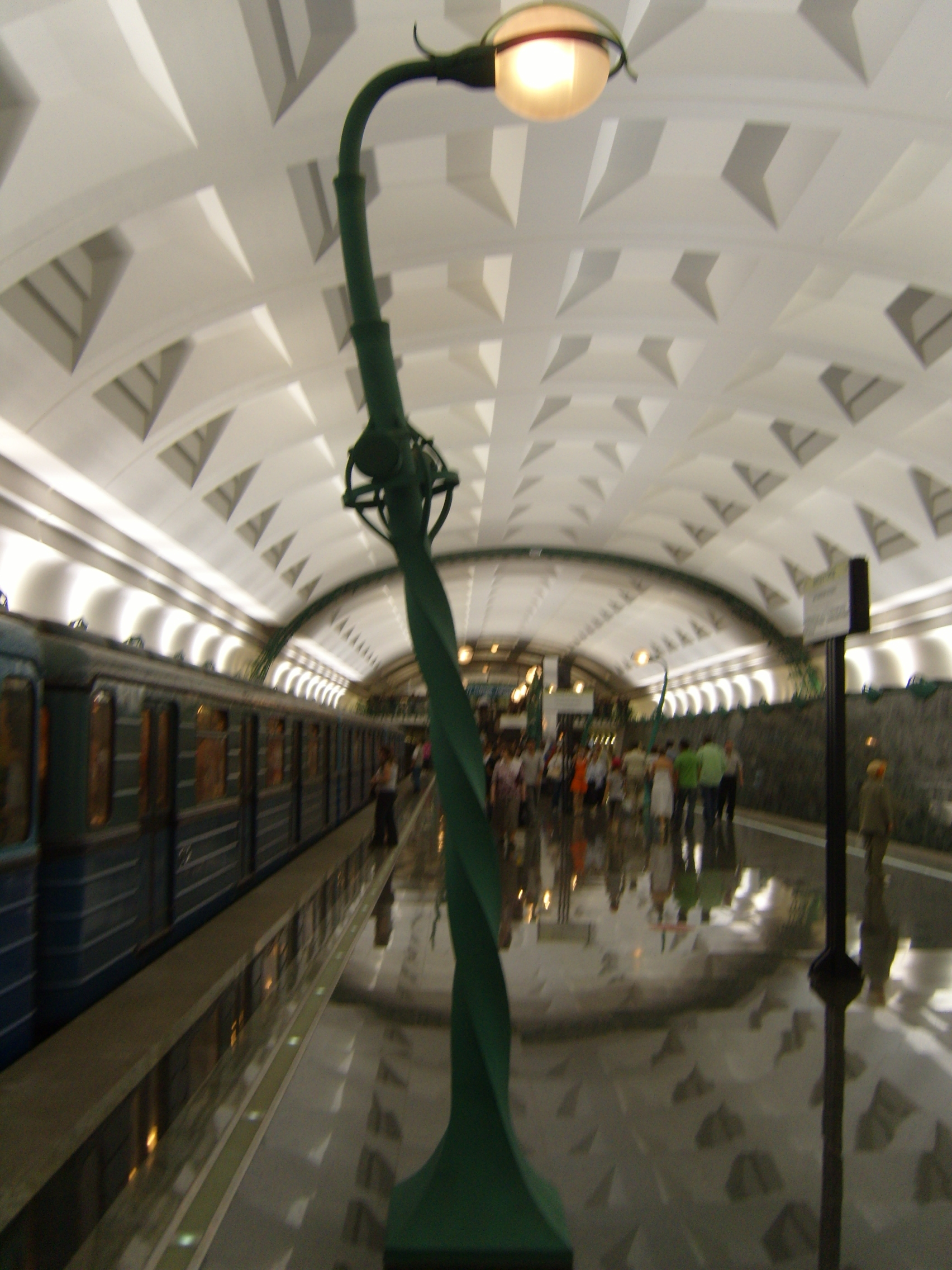
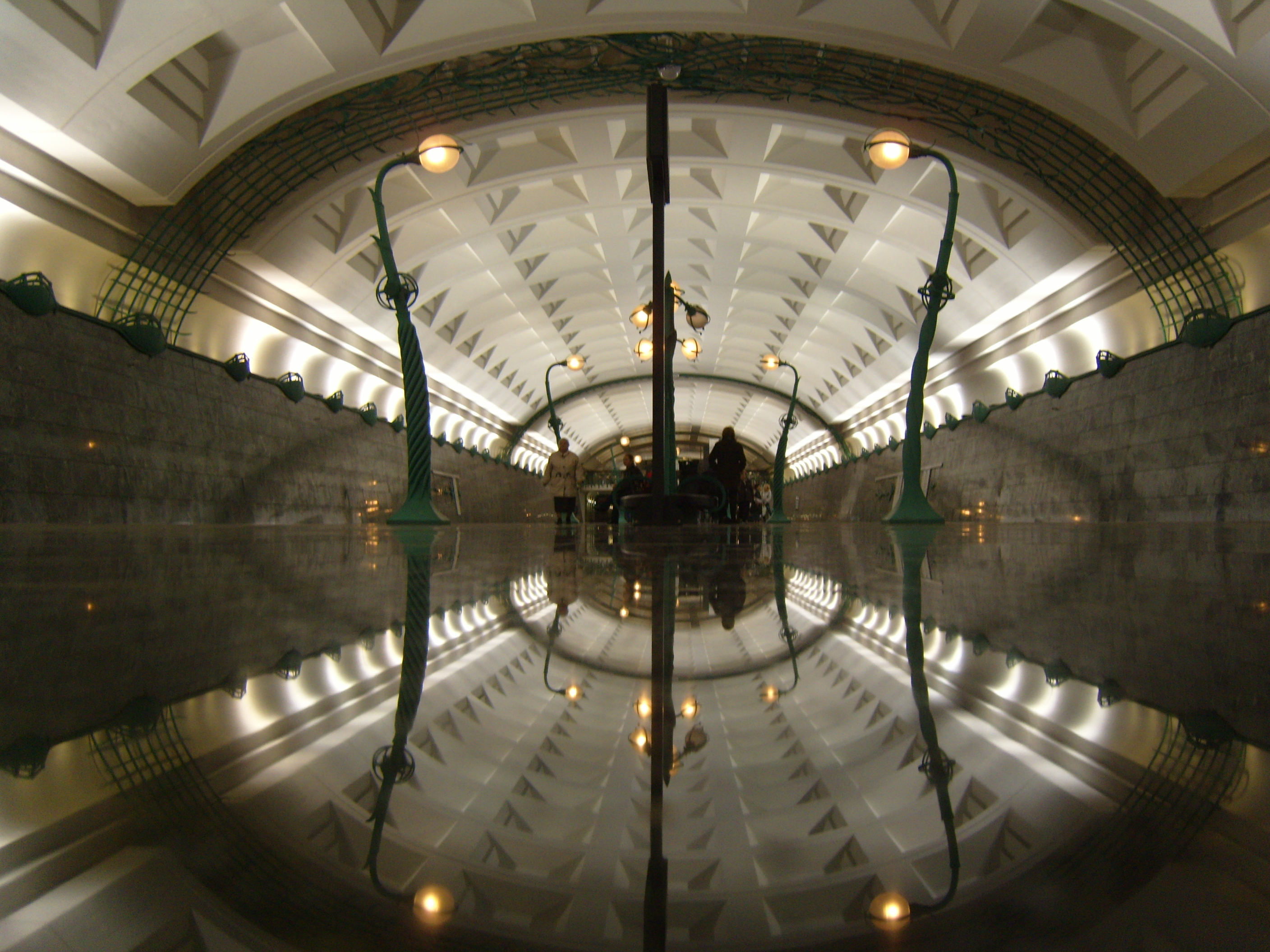
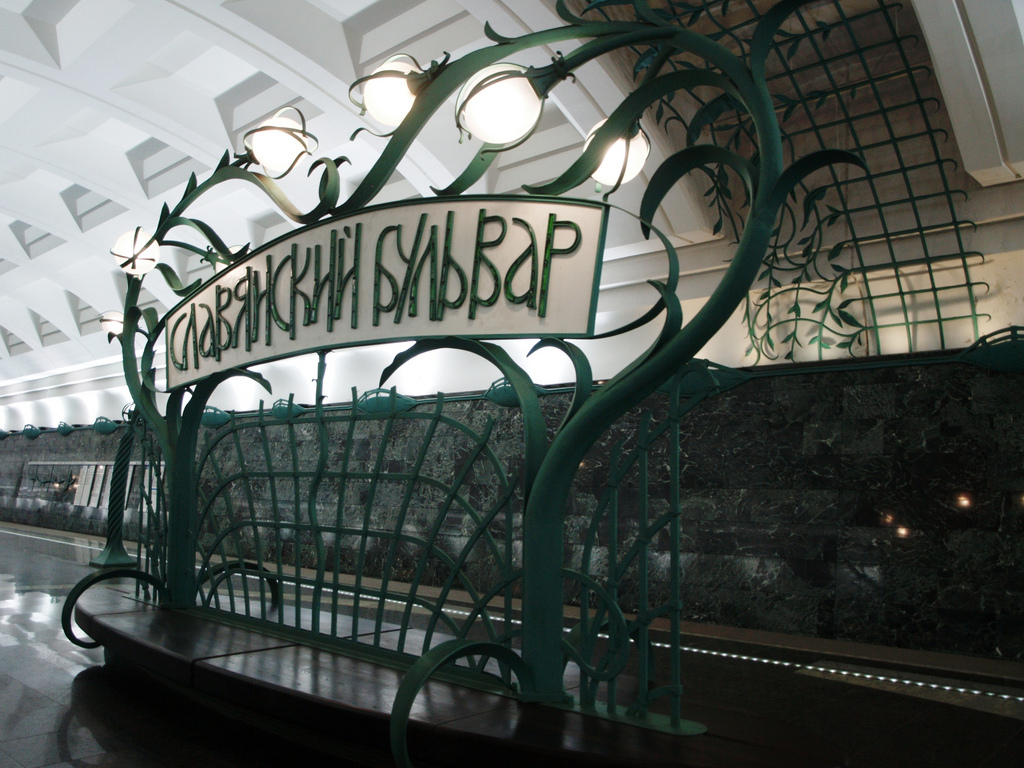